# پدرو اورالده
پدرو اورالده (انگلیسی: Pedro Uralde؛ زادهٔ ۲ مارس ۱۹۵۸) بازیکن فوتبال اهل اسپانیا است.
از باشگاه‌هایی که در آن بازی کرده‌است می‌توان به باشگاه فوتبال اتلتیکو مادرید، باشگاه فوتبال رئال سوسیداد، باشگاه فوتبال اتلتیک بیلبائو، و باشگاه فوتبال دپورتیوو لاکرونیا اشاره کرد.
وی همچنین در تیم ملی فوتبال اسپانیا بازی کرده‌است.